# ماديسون هيوز
ماديسون هيوز (بالإنجليزية: Madison Hughes) هو لاعب اتحاد الرغبي أمريكي، ولد في 26 أكتوبر 1992.

## وصلات خارجية
- ماديسون هيوز على موقع سلسلة سباعيات الرغبي العالمية - رجال (الإنجليزية)
- ماديسون هيوز عل موقع إسبنسكروم (الإنجليزية)
- ماديسون هيوز على موقع ItsRugby.co.uk (الإنجليزية)
- ماديسون هيوز على موقع اللجنة الأولمبية الدولية (الإنجليزية)
- ماديسون هيوز على موقع أوليمبيديا (الإنجليزية)
- ماديسون هيوز على موقع اللجنة الأولمبية والبارالمبية الأمريكية (الإنجليزية)